# احمد شهید
احمد شهید (به دیوهی: ޝަހީދު) (متولد ۱۹۶۴) سیاست‌مدار و دیپلمات و از فعالان امور حقوق بشر و دمکراسی اهل مالدیو است. وی در دو مقطع بین سال‌های ۲۰۰۵ تا ۲۰۰۷ و ۲۰۰۸ تا ۲۰۱۰ وزیر خارجهٔ مالدیو بوده‌است. وی در ۲۴ مارس ۲۰۱۶ برای ششمین سال متوالی از طرف سازمان ملل متحد به عنوان گزارشگر ویژه حقوق بشر در ایران انتخاب شد.
وی دکترای روابط بین‌الملل خود را از دانشگاه کوئینزلند استرالیا دریافت کرده و استاد مدعو دانشگاه اسکس است.
وی در گزارش سالانهٔ خود در سال ۲۰۱۴ (میلادی) اعلام کرده که وضع حقوق بشر در ایران، از زمان شروع به کار دولت یازدهم ایران، بدتر شده‌است.
از زمان مأموریت احمد شهید برای بررسی وضعیت حقوق بشر در ایران، تهران از پذیرش او خودداری کرده‌است.

## انتخاب به عنوان گزارشگر حقوق بشر
در ۱۱ ژوئن ۲۰۱۱، توسط شورای حقوق بشر سازمان ملل، احمد شهید به عنوان گزارشگر ویژه حقوق بشر در ایران انتخاب شد. از او درخواست شد تا به ایران سفر کند و وضعیت حقوق بشر، زندانیان سیاسی و دیگر زندانیان را بررسی کند. تاکنون ایران از دادن اجازهٔ ورود به وی ممانعت ورزیده‌است. وی در خصوص پناهندگان ایرانی نیز در گفتگوی خود با بامداد خبر، از علاقه به آشنایی با پناهندگان ایرانی و تلاش برای گردآوری مستندات خود بر اساس مشکلات این پناهندگان در ایران خبر داد.
در واکنش به انتخاب احمد شهید، مرضیه افخم این انتخاب را سیاسی و جهت‌دار دانست و عنوان کرد که کشور متبوعش انتصاب وی را به رسمیت نمی‌شناسد.

## واکنش به انتخاب حسن روحانی
احمد شهید در ۲۴ اوت ۲۰۱۳ (۲ شهریور ۱۳۹۲) در مصاحبه با بی‌بی‌سی فارسی گفت پس از رسیدن حسن روحانی به ریاست‌جمهوری در ایران، نسبت به بهبود وضعیت حقوق بشر در ایران خوشبین است. او گفت «آقای روحانی با توجه به واقعیت‌های موجود ایران بهترین بوده» و از اینکه آقای روحانی در تبلیغات انتخاباتی خود به مسائل حقوق بشری توجه کرده اظهار خرسندی کرد.
همچنین وی تاکنون دو نامه به حسن روحانی نوشته‌است، پس از پیروزی آقای روحانی در انتخابات و پس از آغاز رسمی ریاست‌جمهوری او. آقای احمد شهید در این نامه‌ها نگرانی‌هایی را که دربارهٔ مسائل حقوق بشری در ایران وجود دارد شرح داده و خواهان بازدید از ایران شده‌است.

### دیدار با مقامات ایرانی
در آخرین روزهای سال ۱۳۹۳ و در حالیکه مذاکرات دوجانبهٔ هسته‌ای میان سیاستمداران ایرانی و آمریکایی در جریان بود، مرضیه افخم از تمایل به دیدار برخی مقامات سیاسی و قضائی ایرانی با احمد شهید سخن گفت. این گفته، توسط محمدجواد لاریجانی نیز تأیید شد.

## ادعاها
در ۱۱ مرداد ۱۳۹۴ (دوم اگوست ۲۰۱۵) روزنامه انگلیسی گاردین مقاله‌ای منتشر نمود که در آن اعلام شد ایران در سایت ویکی لیکس بر علیه احمد شهید سندسازی نموده تا اینطور وانمود سازد که این گزارشگر یک میلیون دلار از سفارت عربستان سعودی در کویت رشوه دریافت نموده تا بر ضد ایران در امور مربوط به حقوق‌بشر پرونده‌سازی نماید.

## کارشناس آزادی مذهبی
احمد شهید در حال حاضر کارشناس آزادی مذهبی سازمان ملل است. وی در سفر ۸ روزه‌ای که ماه مه ۲۰۱۷ به آلبانی داشت هماهنگی بین المذاهب در این کشور را ستود و آن را نمونه‌ای برای سایر کشورها خواند. وی گفت: «آلبانی یک مدل از هماهنگی موزون مذهبی است که در میان ۳ میلیون جمعیت، اکثریتی مسلمان دارد و جوامع مسیحی ارتدکس و کاتولیک را شامل می‌شود.»